# باکلان پاسرخ
باکلان پاسرخ (نام علمی: Phalacrocorax gaimardi) نام یک گونه از سرده باکلان است.